# 歴代宝案

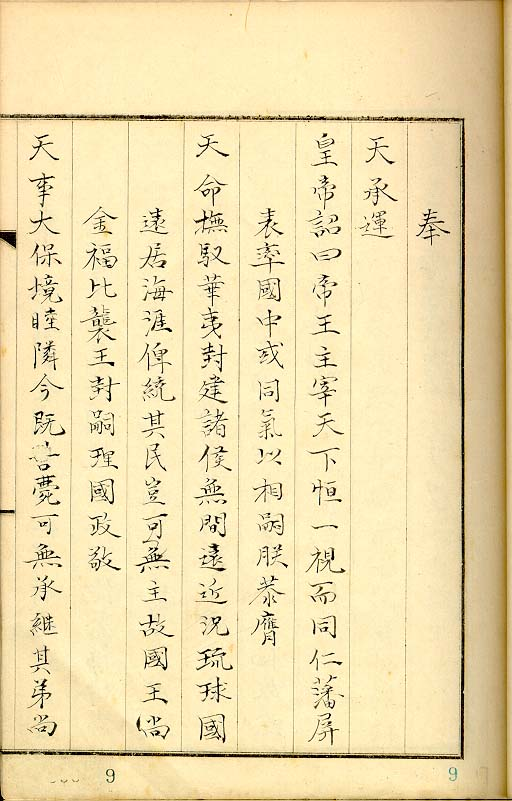
歴代宝案（国立台湾大学所蔵本）

歴代宝案（歴代寳案、れきだいほうあん）は、琉球王国の外交文書を記録した漢文史料。1集49巻、2集200巻、3集13巻、目録4巻、別集4巻の全270巻からなるが、現存するのは1集42巻、2集187巻、3集13巻、目録4巻、別集4巻の計250巻である。

## 概要
琉球王国と中国の明・清王朝や朝鮮のほか、暹羅（シャム・アユタヤ王朝）、安南（ベトナム）、爪哇（ジャワ・マジャパヒト王国）、蘇門答剌（スマトラ）、旧港（パレンバン）、満剌加（マラッカ王国）、仏太泥（パタニ王国）、巡達（スンダ王国）など東南アジア諸国との外交文書を集成したもので、明・清二代の対中国関係文書が大半を占める。収録期間は1424年（永楽22年）から1867年（同治6年）に至る444年間に及び、史料的価値が高い。
序文によると、歴代宝案は「旧案」と呼ばれる古文書を編集したもので、2部作成されたうちの1部は首里王府（首里城）に、もう1部は久米村（現・那覇市久米）の天妃宮で保管されていた。王府で保管されていた本は明治の琉球処分により東京の内務省へ移管され、久米村本は廃藩置県後に旧家を転々とした後、久米村の明倫堂で秘密裏に保管され、1933年（昭和8年）11月に沖縄県立図書館へ移管された。その際に副本が作成されたほか、鎌倉芳太郎や東恩納寛惇による原本影印本（青写真）、台北帝国大学（現・国立台湾大学）の小葉田淳助教授による写本、東京帝国大学（現・東京大学）史料編纂所による写本が作成されている。
東京へ移管された原本は関東大震災で焼失、沖縄県立図書館で保管されていた原本も第二次世界大戦の沖縄戦で散逸あるいは焼失した。現在は副本（那覇市歴史博物館所蔵）のほか、東恩納文庫本（沖縄県立図書館所蔵）、鎌倉芳太郎本（沖縄県立芸術大学附属図書館所蔵）の陰影本、台湾大学本（国立台湾大学図書館所蔵）、東大史料編纂所の写本等が残されており、1989年（平成元年）には沖縄県歴代宝案編集委員会が設置され、これらの影印本や写本を校合して、校訂本及び訳注本の編集・刊行作業が行われている。
また、1994年（平成6年）から1997年（平成9年）まで、文部省科学研究費補助金重点領域研究「沖縄の歴史情報研究」として歴代宝案のデータベースと検索システムが作成されたほか、沖縄県立図書館、国立国会図書館では、所蔵する影印本や写本のデジタルアーカイブが公開されている。

## 書籍一覧

### 原本
- 王府本 - 首里王府（首里城）で保管されてきたが、琉球処分で東京の内務省へ移管され、1923年（大正12年）の関東大震災で焼失した[5]。
- 久米村本 - 久米村の天妃宮で保管されてきたが、所在を変遷して1931年（昭和6年）に久米村の旧家で発見。1933年（昭和8年）に沖縄県立図書館へ移管。第二次世界大戦中に羽地村源河（現・名護市）へ副本と共に疎開したが、1945年（昭和20年）の沖縄戦で散逸あるいは焼失した[6]。

### 副本
- 県立図書館本 - 計97巻。旧沖縄県立図書館蔵原本（久米村本）の副本（写本）。久米村本が沖縄県立図書館に移管される際に作成された。第二次世界大戦後、一部がアメリカ軍によって羽地村源河から発見され、沖縄中央図書館（現・那覇市立図書館）に寄贈。2011年（平成23年）3月30日に那覇市歴史博物館へ移管[6]。

### 写本
- 台湾大学本 - 計249巻。国立台湾大学図書館所蔵。1935年（昭和10年）、台北帝国大学小葉田淳助教授の依頼で作成した筆写本。後にマイクロフィルム化し、復刻版を作成。
- 東京大学史料編纂所本 - 計38巻。1941年（昭和16年）、東京帝国大学史料編纂所（現・東京大学史料編纂所）が沖縄県立図書館に依頼して副本から作成した再筆写本。
- 横山本 - 計13巻。法政大学沖縄文化研究所が所蔵。古典籍収集家・横山重が作成させた筆写本。
- 鄭良弼本 - 計20巻。久米村の鄭良弼により作成された写本。1938年（昭和13年）5月、横山重が反町茂雄の経営する「弘文荘」から180円（当時）で購入[7]。1980年（昭和55年）、法政大学沖縄文化研究所（赤木文庫）へ寄贈[8]。
- 国立国会図書館本 - 計25巻。鄭良弼本と同様に上記の諸写本とは別種の古写本。

### 影印本
- 鎌倉本 - 計57巻。沖縄県立芸術大学附属図書館・芸術資料館所蔵。沖縄県立第一高等女学校の鎌倉芳太郎が撮影した青写真版（原本影印本）。東京大学史料編纂所がマイクロフィルム化。
- 東恩納本 - 計41巻。沖縄県立図書館所蔵。東恩納寛惇が撮影した青写真版（影印本）及び筆写本。

### 復刻版
- 国立台彎大学発行『歴代寶案』（全15冊）、1972年（民国61年）6月発行

### 校訂本
- 沖縄県立図書館史料編集室編・沖縄県教育委員会発行『歴代宝案』校訂本（赤表紙本）
  - 第1冊（第1集巻01〜22）、1992年1月31日
  - 第2冊（第1集巻23〜43）、1992年3月31日
  - 第3冊（第2集目録・巻01〜14）、1993年1月29日
  - 第4冊（第2集巻15〜30）、1993年3月31日
  - 第5冊（第2集巻31〜49）、1996年3月31日
  - 第6冊（第2集巻50〜74）、2006年9月30日
  - 第7冊（第2集巻75〜89）、1994年2月28日
  - 第8冊（第2集巻90〜104）、1999年3月31日
  - 第9冊（第2集巻105〜122）、2003年9月30日
  - 第11冊（第2集巻146〜160）、1995年3月31日
  - 第12冊（第2集巻161〜173）、2000年7月31日
  - 第13冊（第2集巻174〜189）、1996年3月31日

### 訳注本
- 沖縄県立図書館史料編集室編・沖縄県教育委員会発行『歴代宝案』訳注本（緑表紙本）
  - 第1冊（第1集巻01〜22）、1994年3月31日
  - 第2冊（第1集巻23〜43）、1997年3月31日
  - 第3冊（第2集目録・巻01〜14）、1998年3月31日
  - 第7冊（第2集巻75〜89）、2009年3月31日
  - 第11冊（第2集巻146〜160）、2005年3月1日
  - 第13冊（第2集巻174〜189）、2002年3月1日

## 各種資料
- 沖縄県立図書館 琉球王国交流史・近代沖縄史料デジタルアーカイブ
  - 歴代宝案（校訂本）、歴代宝案（訳注本）
  - 『歴代宝案の栞』一覧
- 筑波大学附属図書館
  - 歴代宝案とその関連資料（I）
  - 歴代宝案とその関連資料（II）
- 国立国会図書館デジタルコレクション
  - 『歴代宝案 2巻』 - 国立国会図書館デジタルコレクション